# Markivka (Oblast' di Luhans'k)
Markivka (in ucraino Марківка?; in russo Марковка?, Markovka) è un insediamento rurale ucraino (5480 abitanti) nel distretto di Starobil's'k, nell'oblast' di Luhans'k. Ospita l'amministrazione della comunità territoriale di Markivka, una delle comunità territoriali dell'Ucraina.
Fino al 18 luglio 2020  Maekivka è stato il centro amministrativo del distretto di Markivka, abolito come parte della riforma amministrativa dell'Ucraina, che ha ridotto a otto il numero dei distretti dell'oblast' di Luhans'k. L'area del distretto di Markivka è stata fusa nel distretto di Starobil's'k.
Fino al 26 gennaio 2024 Markivka era classificata come insediamento di tipo urbano. Da tale data è entrata in vigore una nuova legge che ha abolito questo status e Markivka è stata riclassificata come insediamento rurale.
La città è stata catturata da parte delle forze russe durante l'invasione russa dell'Ucraina del 2022.